# Žalm 84

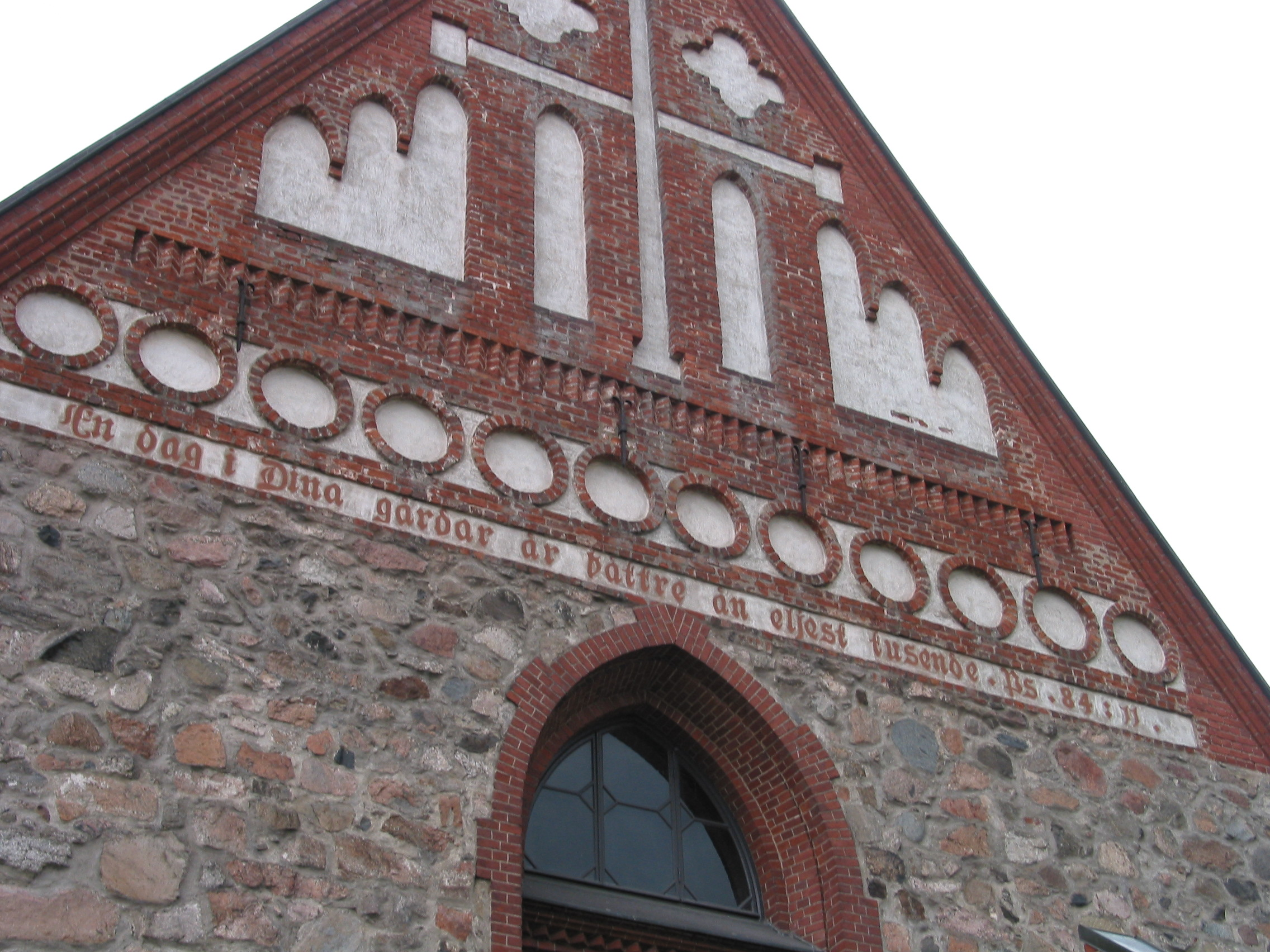
Žalm 84 nad portálem kostela ve Finsku

Žalm 84 (Jak jsou milé tvé příbytky, Hospodine zástupů!, lat.  Quam dilecta tabernacula tua Domine virtutum, podle řeckého překladu žalm 83) je součástí starozákonní Knihy žalmů.

## Text
| verš | hebrejský originál                                                                   | český překlad | latinský překlad (Vulgata) |
| ---- | ------------------------------------------------------------------------------------ | --- | --- |
| 1    | לַמְנַצֵּחַ עַל-הַגִּתִּית; לִבְנֵי-קֹרַח מִזְמוֹר                                                       | Pro předního zpěváka. Podle gatského způsobu. Pro Kórachovce, žalm.                                                                                | [in finem pro torcularibus filiis Core psalmus]                                                                                        |
| 2    | מַה-יְּדִידוֹת מִשְׁכְּנוֹתֶיךָ-- יְהוָה צְבָאוֹת                                                      | Jak jsou milé tvé příbytky, Hospodine zástupů! | Quam dilecta tabernacula tua Domine virtutum                                                                                           |
| 3    | נִכְסְפָה וְגַם-כָּלְתָה, נַפְשִׁי-- לְחַצְרוֹת יְהוָה:לִבִּי וּבְשָׂרִי-- יְרַנְּנוּ, אֶל אֵל-חָי                       | Má duše zmírá steskem po Hospodinových nádvořích, mé srdce i mé tělo plesají vstříc živému Bohu!                                                   | Concupiscit et defecit anima mea in atria Domini cor meum et caro mea exultavit in Deum vivum                                          |
| 4    | גַּם-צִפּוֹר מָצְאָה בַיִת, וּדְרוֹר קֵן לָהּ-- אֲשֶׁר-שָׁתָה אֶפְרֹחֶיהָ:אֶת-מִזְבְּחוֹתֶיךָ, יְהוָה צְבָאוֹת-- מַלְכִּי, וֵאלֹהָי | Vždyť i vrabec přístřeší si najde, vlaštovka si staví hnízdo u tvých oltářů, aby svá mláďata zde uložila, Hospodine zástupů, můj Králi a můj Bože! | Etenim passer invenit sibi; domum et turtur nidum sibi ubi ponat pullos suos altaria tua Domine virtutum rex meus et Deus meus         |
| 5    | אַשְׁרֵי, יוֹשְׁבֵי בֵיתֶךָ-- עוֹד, יְהַלְלוּךָ סֶּלָה                                                   | Blaze těm, kdo bydlí ve tvém domě, mohou tě zde vždycky chválit.                                                                                   | Beati qui habitant in domo tua in saecula saeculorum laudabunt te [diapsalma]                                                          |
| 6    | אַשְׁרֵי אָדָם, עוֹז-לוֹ בָךְ; מְסִלּוֹת, בִּלְבָבָם                                                    | Blaze člověku, jenž sílu hledá v tobě, těm, kteří se vydávají na pouť.                                                                             | Beatus vir cui est auxilium abs te ascensiones in corde suo disposuit                                                                  |
| 7    | עֹבְרֵי, בְּעֵמֶק הַבָּכָא-- מַעְיָן יְשִׁיתוּהוּ;גַּם-בְּרָכוֹת, יַעְטֶה מוֹרֶה                                   | Když Dolinou balzámovníků se ubírají, učiní ji prameništěm, včasný déšť ji halí požehnáním.                                                        | In valle lacrimarum in loco quem posuit                                                                                                |
| 8    | יֵלְכוּ, מֵחַיִל אֶל-חָיִל; יֵרָאֶה אֶל-אֱלֹהִים בְּצִיּוֹן                                               | Pokračují stále s novou silou, objeví se před svým Bohem na Sijónu.                                                                                | Etenim benedictiones dabit legis dator ibunt de virtute in virtutem videbitur Deus deorum in Sion                                      |
| 9    | יְהוָה אֱלֹהִים צְבָאוֹת, שִׁמְעָה תְפִלָּתִי;הַאֲזִינָה אֱלֹהֵי יַעֲקֹב סֶלָה                                    | Hospodine, Bože zástupů, slyš modlitbu mou, naslouchej, Jákobův Bože!                                                                              | Domine Deus virtutum exaudi orationem meam auribus percipe Deus Iacob [diapsalma]                                                      |
| 10   | מָגִנֵּנוּ, רְאֵה אֱלֹהִים; וְהַבֵּט, פְּנֵי מְשִׁיחֶךָ                                                    | Ty jsi štít náš, Bože, pohleď, na tvář svého pomazaného rač shlédnout.                                                                             | Protector noster aspice Deus et respice in faciem christi tui                                                                          |
| 11   | כִּי טוֹב-יוֹם בַּחֲצֵרֶיךָ, מֵאָלֶף:בָּחַרְתִּי--הִסְתּוֹפֵף, בְּבֵית אֱלֹהַי; מִדּוּר, בְּאָהֳלֵי-רֶשַׁע                    | Den v tvých nádvořích je lepší než tisíce jinde ; raději chci stát před prahem domu svého Boha, než prodlévat v stanech svévolnosti,               | Quia melior est dies una in atriis tuis super milia elegi abiectus esse in domo Dei mei magis quam habitare in tabernaculis peccatorum |
| 12   | כִּי שֶׁמֶשׁ, וּמָגֵן-- יְהוָה אֱלֹהִים:חֵן וְכָבוֹד, יִתֵּן יְהוָה;לֹא יִמְנַע-טוֹב, לַהֹלְכִים בְּתָמִים               | vždyť Hospodin Bůh je štít a slunce, Hospodin je dárce milosti a slávy, žádné dobro neodepře těm, kdo žijí bezúhonně.                              | Quia misericordiam et veritatem diligit; Deus gratiam et gloriam dabit Dominus                                                         |
| 13   | יְהוָה צְבָאוֹת-- אַשְׁרֵי אָדָם, בֹּטֵחַ בָּךְ                                                        | Hospodine zástupů, blaze člověku, jenž doufá v tebe!                                                                                               | Non privabit bonis eos qui ambulant in innocentia Domine virtutum beatus vir qui sperat in te                                          |

## Užití v liturgii

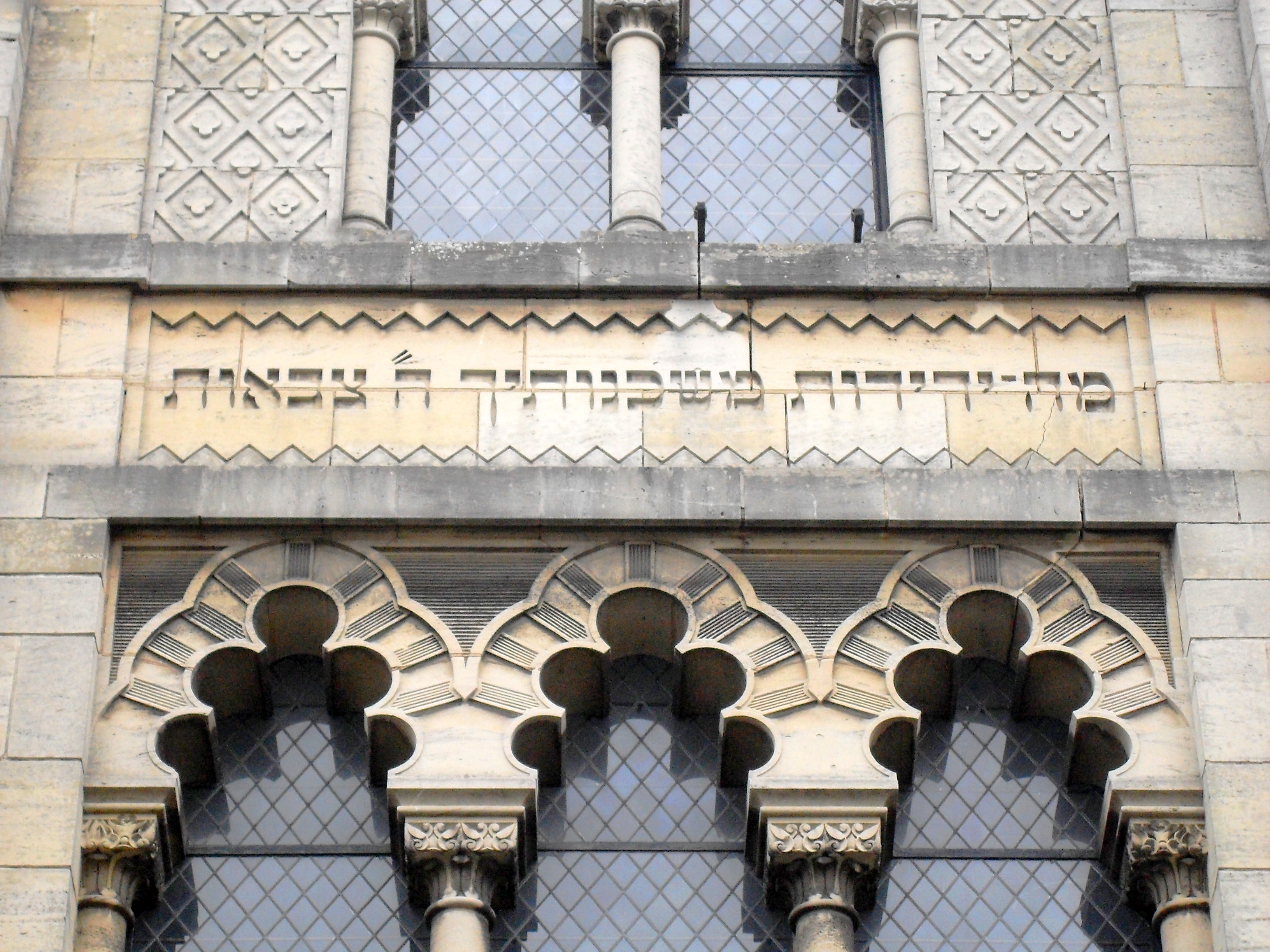
Část žalmu 84 v hebrejštině

### V křesťanství
V katolické církvi jej svatý Benedikt z Nursie v rámci benediktinské řehole začlenil do modliteb nedělního matutina ve čtvrtek.
Používá se při denní modlitbě církve při laudách třetího týdne.
Mimoliturgicky bývá užíván například na křesťanských parte.

### V judaismu
V židovské liturgii je poslední verš žalmu součástí ranní modlitby v části zvané Psukej de-zimra („Verše písní“) a také součástí Havdaly na konci Šabatu.
Jedná se o jeden ze tří veršů Knihy žalmů, o nichž je v Talmudu napsáno, že je člověk musí mít stále na paměti. Neodmyslitelnou součástí židovské liturgie je rovněž 5. verš žalmu, který slouží jako úvod k recitaci modlitby Ašrej („Blaze těm“), jejímž jádrem jsou slova 145. žalmu. Tato modlitba se vyskytuje jak v Psukej de-zimra, tak na začátku odpolední modlitby. Na rozdíl od praxe při ranní modlitbě, kde se slova 5. verše recitují vestoje, se při odpolední modlitbě slova 5. verše recitují v sedě.

## Užití v hudbě
Mezi významná hudební zpracování žalmu 84 patří díla těchto autorů:
- Henry Du Mont
- Marc-Antoine Charpentier ve formě velkého moteta pod názvem Quam dilecta H.167 (1680)
- Jean-Philippe Rameau
- Jean Desfontaines
- Johannes Brahms
- Michel Richard Delalande